# موتور حاجی ابراهیم (نصرت‌آباد)
موتور حاجی ابراهیم یا موتور مصطفی نوتی زهی روستایی در دهستان نصرت‌آباد بخش نصرت‌آباد شهرستان زاهدان استان سیستان و بلوچستان ایران است.

## جمعیت
بر پایه سرشماری عمومی نفوس و مسکن در سال ۱۳۹۵ جمعیت این روستا ۴۰ نفر (۱۰خانوار) بوده‌است.